# Línea 76 (Montevideo)
La línea 76 es una línea de transporte urbano de Montevideo. Une el barrio de Punta Carretas con Villa del Cerro.En epocas de cotsur tenia un destino intermedio LA TEJA ancap.

## Características
Creada el 26 de setiembre de 1948 por la Administración Municipal de Transporte, uniendo inicialmente el barrio de Punta Carretas con la Plaza Lafone, en La Teja.  En el año 1975 a consecuencia de la privatización del ente municipal, la línea fue entregada a la cooperativa COTSUR, quien extendería su recorrido hasta la Villa del Cerro. Esta empresa prestó el servicio hasta su desparición el 31 de octubre de 1992. La línea entonces es adjudicada a la cooperativa RAINCOOP,  junto con parte de los funcionarios de COTSUR.  El 14 de junio de 2016 tras el cierre de la cooperativa Raincoop, pasó a a ser operada por la Cooperativa de Obreros y Empleados del Transporte Colectivo.

En los días hábiles, su destino culmina en la   Playa del Cerro, mientras que los fines de semana de invierno hasta el año 2022 el destino era Terminal del Cerro en la intersección de la Avenida Carlos María Ramírez y Ramón Tabaréz. Al ingresar en el Cerro hacía trasbordo hasta con las líneas locales L17 y L18 que llegaban a Playa de Cerro. Este trasbordo se suprimió a fines de 2022, y desde ese momento la línea 76 llega a Playa del Cerro todos los días.

## Recorrido
En ambos sentidos circula por los barrios de Punta Carretas, Pocitos, La Mondiola, Villa Dolores, Parque Batlle, La Blanqueada, La Comercial, Larrañaga, Reducto, Atahualpa, Prado, Bella Vista, Capurro, La Teja y Villa del Cerro.
| LÍNEA 76 |

| - Terminal Punta Carretas - Bulevar Artigas - Ramón Fernández - José Ellauri - Av. Brasil - Av. Francisco Soca - Av. Américo Ricaldoni - Av. Centenario - Asilo - Avenida Luis Alberto de Herrera - Avenida 8 de Octubre - Av. José Garibaldi - Ramón Márquez - Bulevar Artigas - Av. Agraciada - Capurro - Juan María Gutiérrez - Conciliación - Martín Berinduague - Heredia - Av. Dr. Carlos María Ramírez - Ramón Tabárez - Dr. Pedro Castellino - Zona B (Terminal Cerro) - Dr. Pedro Castellino - Turquía - Haití - Av. Dr. Santín Carlos Rossi - Av. Dr. Carlos María Ramírez - Río de Janeiro - Inglaterra - Vizcaya - Suiza - Playa del Cerro | - Playa del Cerro - Suiza - Grecia - Berna - Portugal - Av. Dr. Carlos María Ramírez - Av. Dr. Santín Carlos Rossi - Dr. Pedro Castellino - Zona C (Terminal Cerro) - Egipto - Japón - Av. Dr. Carlos María Ramírez - Humboldt - Emilio Romero - Conciliación - Juan María Gutiérrez - Capurro - Av. Agraciada - Maturana - Bulevar Artigas - Ramón Márquez - Av. Gral José Garibaldi - Manuel Albo - Gerardo Grasso - Av. José Garibaldi - Av. 8 de Octubre - Av. Centenario - Av. Américo Ricaldoni - Av. Francisco Soca - Libertad - Av. Brasil - 26 de Marzo - José Ellauri - Bulevar Artigas - Terminal Punta Carretas |